# Naszamonészek
A naszamonészek ókori nép, a Nagy-Szirtisz pusztaságain éltek, Kirenaikától délnyugatra. A szomszédos népek rettegték őket rablóhadjárataik miatt. Egy felkelés következtében Domitianus római császár csaknem teljes egészében kipusztította a népet. Hérodotosz és Sztrabón tesz említést róluk.